# Myron Fohr
Myron Fohr, ameriški dirkač Formule 1, * 17. junij 1912, Milwaukee, Wisconsin, ZDA, † 14. januar 1994, Milwaukee, Wisconsin, ZDA.

## Življenjepis
Fohr je pokojni ameriški dirkač, ki je med letoma 1949 in 1950 sodeloval na ameriški dirki Indianapolis 500, ki je med letoma 1950 in 1960 štela tudi za prvenstvo Formule 1. Leta 1950 je zasedel enajsto mesto. Umrl je leta 1994.